# Teyana Taylor
Teyana Me Shay Jacqueli Shumpert Taylor (Harlem, Nueva York, 10 de diciembre de 1990), es una cantante, actriz, bailarina y coreógrafa estadounidense. En 2005, firmó un contrato discográfico con el sello Star Trak Entertainment de Pharrell Williams. Posteriormente, coreografió el video musical de "Ring the Alarm" de Beyoncé. Taylor luego aparecería en My Super Sweet 16 de MTV, antes del lanzamiento en 2008 de su sencillo debut "Google Me". Poco después, obtuvo funciones invitadas (sin acreditar) en las canciones "Dark Fantasy" y "Hell of a Life" de Kanye West, de su álbum My Beautiful Dark Twisted Fantasy (2010).
En 2011, Taylor interpretó a Sabrina en la película Madea's Big Happy Family de Tyler Perry. Después de pedir que la liberaran de su contrato de grabación con Star Trak, firmó con el sello GOOD Music de Kanye West a través de Def Jam; Apareció en el álbum recopilatorio Cruel Summer (2012) de GOOD Music, que alcanzó el número dos en la lista Billboard 200. En 2014, Taylor lanzó su álbum debut VII, y lo siguió con los álbumes de estudio K.T.S.E. (2018) y The Album (2020), con este último entre los diez primeros del Billboard 200.
Como actriz, Taylor ha actuado en la serie de televisión de VH1 The Breaks, Star de Lee Daniels y la película de Amazon Prime Coming 2 America. Además, protagonizó el reality show de VH1 Teyana and Iman con su esposo, el baloncestista Iman Shumpert. Taylor ha colaborado con músicos como Lauryn Hill, Erykah Badu y Missy Elliott, y ha coescrito canciones para varios artistas, incluidos Usher, Chris Brown y Omarion.

## Primeros años
Teyana Taylor nació el 10 de diciembre de 1990, hija de Nikki Taylor y Tito Smith, en Harlem, Nueva York. Ella es de ascendencia afroamericana y trinitense. Taylor es la única hija de su madre, mientras que su padre tiene dos hijos y otra hija de una relación diferente. Su madre la crio y actualmente es su mánager.

## Carrera

### 2006-2011: Carrera temprana
En septiembre de 2006, Teyana Taylor, de 15 años, fue acreditada como la coreógrafa del video musical del exitoso sencillo de la artista estadounidense Beyoncé, "Ring the Alarm". En enero de 2007, a Taylor se le ofreció un contrato para unirse al sello discográfico Star Trak Entertainment del artista estadounidense y productor discográfico Pharrell Williams, a través de Interscope Records. En febrero de 2007, Taylor ingresó por primera vez a la esfera pública a través de un episodio de My Super Sweet 16 de MTV, un programa que presenta fiestas de cumpleaños exageradas para adolescentes ricos, y típicamente "mimados" y conflictivos. En 2007, Taylor apareció en el video musical del sencillo de Jay-Z, "Blue Magic", donde se la puede ver bailando y saltando.My Super Sweet 16
En febrero de 2008, Taylor lanzó su primer sencillo comercial, "Googl0e Me". La canción fue lanzada como el sencillo principal de su mixtape debut de larga duración, titulado From a Planet Called Harlem. El mixtape, lanzado el 16 de agosto de 2009, cuenta con la producción de Jazze Pha, Pharrell, Mad Scientist, Frost, Shondre y Hit-Boy, entre otros. Sing365 dice que el disco y su"...mezcla de break beats retro, boom bap futurista y representaciones melódicas es el telón de fondo perfecto para el caos musical de la estrella". "Google Me" debutó en el número 90 en la lista Hot R&B/Hip-Hop Songs de Billboard en EE. UU. El mixtape también se lanzó para su descarga gratuita, anunciado como "el mixtape antes de su álbum debut".
En agosto de 2010, Taylor expandió su carrera a la actuación, apareciendo en la secuela de Stomp the Yard, Stomp the Yard: Homecoming. También apareció en el episodio debut de House of Glam on Oxygen en octubre de 2010.
En 2010, apenas unas horas antes de la entrega del quinto álbum de Kanye Wes , My Beautiful Dark Twisted Fantasy, West llamó a Taylor al estudio para revisar algunas de sus prendas de moda. Mientras estaba en el estudio, Taylor estaba decidida a aparecer en el álbum de West. Ella tarareó a propósito las pistas que él tocaba para ella, para llamar su atención. Finalmente se dio cuenta y le pidió que pusiera su voz en algunas pistas, en particular "Dark Fantasy" y "Hell of a Life". Al recordar la experiencia de grabar "Dark Fantasy", Taylor afirmó que "en ese momento estaba bastante vacío, solo versos". Ella recuerda que West "la puso en otra habitación sola [a ella] y dijo: 'Ve'". Taylor regresó con la "introducción y el coro" e "hizo todos los scratches y los cortes [ella misma]". Admitió que estaba nerviosa al dejar que West escuchara sus contribuciones a las pistas, tratando de ocultar su nerviosismo al afirmar que "no había estado en el estudio durante tanto tiempo".
En 2010, Taylor contribuyó en una de las pistas de GOOD Friday de GOOD Music, "Christmas In Harlem". La pista fue lanzada como una versión rercortada del sencillo en iTunes Store el 17 de diciembre de 2010 y presenta apariciones especiales del rapero estadounidense Cyhi the Prynce y Kanye West. En 2010, a Taylor, junto con su compañero rapero Bow Wow, se les ofrecieron papeles para la obra de teatro convertida en película Madea's Big Happy Family de Tyler Perry, la quinta entrega de la serie de Perry. La película se estrenó el 22 de abril de 2011. Taylor pronto volvió a adentrarse en la música y apareció en "Party Tonight" junto a los raperos Randyn Julius, Jim Jones y Cam'ron. Más tarde, Junior Reid contrató a Randyn Julius para que hiciera sus barras para el remix de la pista.

### 2012–2018: GOOD Music, debut yK.T.S.E.
En enero de 2012, se anunció que a Taylor se le concedería la liberación del contrato con Interscope y Star Trak. Taylor ha declarado que ella y el fundador de Star Trak, Pharrell Williams, se han mantenido amistosos desde el final de su relación comercial. Ella lo ha acreditado como un "hermano mayor" y ve su firma temprana con Star Trak como una "bendición". Taylor ha declarado en muchas ocasiones que su liberación del sello era necesaria, ya que quería tener un sentimiento de independencia en la industria de la música. En una entrevista con DJ Skee, Taylor mencionó que "cuando [ella] firmó por seis años, [ella] sintió que no podía hacer [nada]", "no podía demostrarles a [sus] fanáticos que [ella] tenía el talento”, y “no podía cantar de [su] corazón”. Como artista independiente tras su lanzamiento, había comenzado a preparar su segundo disco, un mixtape titulado The Misunderstanding of Teyana Taylor. El mixtape atrajo influencias de leyendas del R&B de la década de 1990 como Lauryn Hill y Mary J. Blige. El mixtape se lanzó a principios de 2012 y fue precedido por el lanzamiento de "Make Your Move", con el rapero Wale, y "D.U.I.", con Jadakiss & Fabolous, que se lanzó el 25 de febrero de 2012. Las críticas más positivas de la última pista señalaron que "La cantante de Harlem canaliza a Janet Jackson mientras se desliza sobre el ritmo suave producido por Hit-Boy con su voz aireada, mientras que sus compañeros neoyorquinos Fabolous y Jadakiss montan escopetas".
Después de tomarse un tiempo para encontrarse como artista independiente, Taylor firmó un contrato de empresa conjunta con el sello GOOD Music de Kanye West a través de Island-Def Jam el 14 de junio de 2012. Como parte de GOOD Music, Taylor apareció en el álbum recopilatorio GOOD Music Cruel Summer, lanzado el 18 de septiembre de 2012. Ella proporciona la voz para la canción de apertura "To the World", con Kanye West y R. Kelly, proporciona el gancho y el coro de "Sin City", que presenta a John Legend, Cyhi the Prynce, Malik Yusef y Travis Scott, y también duetos con John Legend en una canción titulada "Bliss". El dúo de Taylor y Legend en el álbum fue muy elogiado, y Erika Ramírez de Billboard señaló que "la voz bellamente descarada de Taylor... se ilumina en la guitarra eléctrica pesada, 'Bliss' producida por Hudson Mohawke".
Además de aparecer en la compilación Cruel Summer, Taylor pronto comenzó el proceso de grabación de su álbum debut con un sello importante, que finalmente se lanzaría a través de GOOD Music e Island Def Jam. El 27 de julio de 2014, a través de Twitter, Taylor anunció que el título de su álbum de estudio debut sería VII y reveló que se lanzaría el 4 de noviembre a través de Def Jam y GOOD Music. El álbum debutó en el número 19 en el Billboard 200, vendiendo 16.000 copias en los Estados Unidos en su primera semana, mientras encabezaba la lista de álbumes de R&B/Hip-Hop.
A Taylor se le eligió como jueza en la octava temporada del programa de telerrealidad de baile competitivo estadounidense America's Best Dance Crew, con su debut en la serie el 29 de julio de 2015 en MTV. El 25 de agosto, Taylor lanzó The Cassette Tape 1994, rindiendo homenaje al sonido icónico de los 90 en la música al incluir muchos samples de éxitos de los 90.
El 17 de junio de 2016, Taylor lanzó su sencillo "Freak On", con la voz invitada de Chris Brown y la producción de DJ Mustard. Este samplea "Freak Like Me" de Adina Howard. Taylor anunció que sería el sencillo principal de su próximo segundo álbum de estudio. El 28 de agosto de 2016, en los MTV Video Music Awards, Kanye West estrenó el video musical de su nuevo sencillo "Fade", que presentaba a una Taylor atlética y sudorosa realizando una rigurosa rutina de baile en solitario, en nada más que pantalones cortos y un top sencillo; la coreografía dinámica y detallada recibió considerables elogios, y se hicieron comparaciones con la icónica escena de baile de Jennifer Beals de la película Flashdance (1983). Un año después, en 2017, el baile de Taylor en el video musical le valdría el premio a la "Mejor coreografía" en la misma ceremonia. El video, dirigido por Eli Russell Linnetz, también contó con la aparición del esposo de Taylor, Iman Shumpert. El álbum de Taylor, K.T.S.E., un acrónimo de "mantener esa misma energía" (keep that same energy en inglés), fue el último lanzamiento del álbum de siete canciones de GOOD Music y se lanzó el 22 de junio de 2018. Se suponía que se lanzaría una versión actualizada del álbum, pero Taylor anunció que se cancelaron los planes.

### 2019-presente:The Album y otras colaboraciones
Taylor lanzó un sencillo en colaboración con la también cantante de R&B Kehlani llamado "Morning" en noviembre de 2019. El 6 de diciembre de 2019, Taylor lanzó el sencillo "We Got Love". El 7 de mayo de 2020, Taylor anunció que su tercer álbum de estudio se titularía The Album y se lanzaría en algún momento de junio de 2020. Fue lanzado el 19 de junio, con el álbum de 23 pistas con apariciones especiales de Erykah Badu, Kehlani, Lauryn Hill, Future, Rick Ross, Quavo y Missy Elliott. El álbum fue galardonado con 3,5/5 estrellas por The Forty-Five, diciendo que The Album "encuentra a la veterana intérprete reclamando firmemente su propia narrativa". Debutó en el número 8 en el Billboard 200, lo que le valió a Taylor su primer álbum entre los 10 primeros.
El 4 de diciembre de 2020, Taylor aparentemente anunció su retiro de la música a través de su página de Instagram. Unos días después, explicó que la publicación estaba dirigida a su sello discográfico mientras continuaba aclarando su frustración por la falta de apoyo: "Cariño, tengo que hacerlo por mi salud mental. Tengo que hacerlo por mi salud emocional. Tengo que hacerlo por mis hijos, para poder seguir con vida por mis hijos. Hasta que sea libre, hasta que pueda conseguir que [Def Jam] me libere, sí, quiero retirarme". Más tarde afirmó que gran parte de la frustración que condujo a la jubilación podría atribuirse a que su sello la subestimaba, pero que no se retiraría para siempre.

## Otros emprendimientos
En 2013, Taylor firmó un contrato para diseñar y lanzar dos pares de zapatillas con Adidas. El primer par lanzado fueron los Harlem GLC que llegaron a las tiendas el 16 de febrero del mismo año. Según el director global de Entretenimiento y Marketing de Influencia de Adidas, Jonathan Wexler, Taylor actualmente tiene el récord de zapatillas más vendidas en la historia de Adidas Originals. Actualmente está enfocada en diseñar y lanzar su segundo par de zapatillas con la marca. En marzo de 2017, Teyana Taylor lanzó su programa de entrenamiento "Fade 2 Fit", un entrenamiento de noventa días que se centra en rutinas de baile y fitness. La inspiración para este programa y los elementos de baile incorporados provienen de su trabajo en el video musical de "Fade" de Kanye West. También lanzó una línea de ropa deportiva, también llamada Fade2Fit. En mayo de 2019, Taylor presentó y dirigió el video musical del remix de Home Body de Lil Durk en su nuevo álbum Signed to the Streets 3.
En 2022, Taylor compitió en la séptima temporada de The Masked Singer como "Firefly" del Team Good. Durante la final, Taylor fue declarada ganadora. A los 31 años, se convirtió en la "ganadora" más joven en la historia del programa.

## Vida personal
En 2015, después de que entró en labor de parto prematuramente, su esposo, Iman Shumpert, la ayudó a dar a luz a su bebé.
El 20 de septiembre de 2016, en The Wendy Williams Show, Taylor reveló que ella y Shumpert "tal vez" se habían casado en secreto, pero la pareja no se casó hasta el 1 de octubre de 2016, aproximadamente dos semanas después de la entrevista.
El 12 de junio de 2020, Taylor confirmó su segundo embarazo en el video musical de su sencillo de 2020 "Wake Up Love".

## Discografía
- VII (2014)
- K.T.S.E. (2018)
- The Album (2020)

## Filmografía

### Películas
| Año  | Título                            | Papel           | Notas |
| ---- | --------------------------------- | --------------- | ----- |
| 2010 | Stomp the Yard: Homecoming        | Rena            |       |
| 2011 | Madea's Big Happy Family          | Sabrina         |       |
| 2012 | Gang of Roses II: Next Generation | Candi Baxter    |       |
| 2012 | Cruel Summer                      | Don             | Corto |
| 2013 | The Love Section                  | Steph           |       |
| 2015 | Brotherly Love                    | Zip             |       |
| 2018 | Honey: Rise Up and Dance          | Skyler          |       |
| 2018 | The After Party                   | Bl'asia         |       |
| 2019 | The Trap                          | Sherri          |       |
| 2021 | Coming 2 America                  | Bopoto          |       |
| 2023 | A Thousand and One                | Inez            |       |
| 2023 | White Men Can't Jump              | Imani           |       |
| 2023 | The Book of Clarence              | María Magdalena |       |
| 2025 | Straw                             | Kay Raymond     |       |

### Televisión
| Year    | Title                                  | Role                        | Notes                                                             |
| ------- | -------------------------------------- | --------------------------- | ----------------------------------------------------------------- |
| 2007    | My Super Sweet 16                      | Ella misma                  | Episodio: "Teyana Taylor"                                         |
| 2008    | It's Showtime at the Apollo            | Ella misma                  | Episodio: "Teyana Taylor"                                         |
| 2015    | America's Best Dance Crew              | Ella misma/Jueza            | Temporada 8                                                       |
| 2016    | Fashion Police                         | Ella misma/Invitada         | Episodio: "2016 American Music Awards"                            |
| 2017    | The Breaks                             | Imani X                     | Recurrente                                                        |
| 2017    | Ridiculousness                         | Ella misma                  | Episodio: "Teyana Taylor"                                         |
| 2017–18 | Hip Hop Squares                        | Ella misma                  | 4 episodios                                                       |
| 2017–18 | Star                                   | Joyce Sheree                | Recurrente: temporada 2, Invitada: temporada 3                    |
| 2018    | Hit the Floor                          | London Scott                | Protagonista: temporada 4                                         |
| 2018    | The Hollywood Puppet Show              | Ella misma                  | Episodio: "Teyana Taylor and Jhene Aiko"                          |
| 2018    | The Tonight Show Starring Jimmy Fallon | Ella misma/Invitada musical | Episodio: "Daniel Radcliffe/Matt Czuchry/Teyana Taylor/Aerosmith" |
| 2018    | The Real                               | Ella misma/Invitada Co-Host | Episodio: "Teyana Taylor/Special Expanded Girl Chat/Snitched"     |
| 2018    | Saturday Night Live                    | Ella misma                  | Episodio: "Adam Driver/Kanye West"                                |
| 2018    | Teyana & Iman                          | Ella misma                  | Protagonista                                                      |
| 2019    | Complex Con(versations)                | Ella misma                  | Episodio: "Women in Streetwear"                                   |
| 2019    | The Ellen DeGeneres Show               | Ella misma/Invitada musical | Episodio: "Lily Tomlin/Rob Delaney/Sharon Horgan/Teyana Taylor"   |
| 2019    | Rhythm + Flow                          | Ella misma                  | Episodio: "Collaborations"                                        |
| 2020    | Barkitecture                           | Ella misma                  | Episodio: "Teyana Taylor: Doggy Duplex"                           |
| 2021    | We Got Love Teyana & Iman              | Ella misma                  | Protagonista                                                      |
| 2021    | Dancing with the Stars                 | Ella misma                  | Episodio: "Grease Night"                                          |
| 2022    | The Masked Singer                      | Ella misma                  | Concursante y ganadora (Firefly) en la temporada 7                |
| 2022    | Entergalactic                          | Boxing Coach (voz)          | Especial de TV                                                    |